# Aéroport d'État Edward F. Knapp
L'aéroport d'État Edward F. Knapp (code IATA : MPV • code OACI : KMPV) se situe à Berlin au Vermont, États-Unis.
Il dessert Montpelier, capitale de l'État du Vermont et la ville voisine de Barre. Il est situé à 5 kilomètres à l'ouest du CBD de Barre. 